# Straßenbahn Botoșani
Die Straßenbahn Botoșani war das Straßenbahnsystem der Stadt Botoșani (deutsch Botoschan) im Nordosten Rumäniens. Botoșani hat etwa 115 000 Einwohner und besaß seit 1991 ein Straßenbahnsystem. Nach 29 Jahren wurde der Betrieb stillgelegt.

## Geschichte
Im Zuge der politischen Förderung elektrischer Verkehrsmittel durch die damalige sozialistische Regierung unter Nicolae Ceaușescu gingen sieben neue Straßenbahnsysteme in Betrieb: in Constanța (1984), in Brașov, Craiova, Cluj-Napoca und Ploiești (1987), in Reșița (1988)  und in Botoșani. Die Entscheidung, eine Straßenbahn in Botoșani zu bauen, fiel im Jahr 1988. Die erste Strecke der Straßenbahn wurde am 6. September 1991 mit der Liniennummer 101 eröffnet. Die zweite Strecke vom Bahnhof in die Strada Primăverii nahm am 10. November 1993 ihren Betrieb auf und wurde von der Linie 102 befahren. Aus finanziellen Gründen wurde eine ursprünglich geplante weitere Verlängerung der Straßenbahnstrecken aufgegeben. Der Betriebshof befand sich in der Nähe der Endschleife Fabrică de mobilă.

## Ehemalige Linien
Die Linie 101 verlief in Ost-West-Richtung durch die Stadt, vom Industriegebiet zur Innenstadt. Die Linie 102 fuhr von der östlichen Endstelle zunächst auf der gleichen Strecke wie die 101 und zweigte dann am Bahnhof (Gară) etwa in der Mitte der Strecke in südlicher Richtung ab. Sie verband das Industriegebiet mit einem dicht besiedelten Stadtteil, ohne die Stadtmitte zu berühren.
| Linie | Linienweg                             | Länge  |
| ----- | ------------------------------------- | ------ |
| 101   | Fabrică de mobilă ↔ Gară ↔ Luceafărul | 5,7 km |
| 102   | Fabrică de mobilă ↔ Gară ↔ Primăverii | 4,6 km |

## Ehemalige Planungen
Die Wendeschleife an der Verzweigung der beiden Streckenäste am Bahnhof sollte wieder in Betrieb genommen werden, damit die Linie 102 während der Schwachverkehrszeit nur noch auf dem Abschnitt Gáră – Primăverii verkehren könnte.

## Fahrzeuge

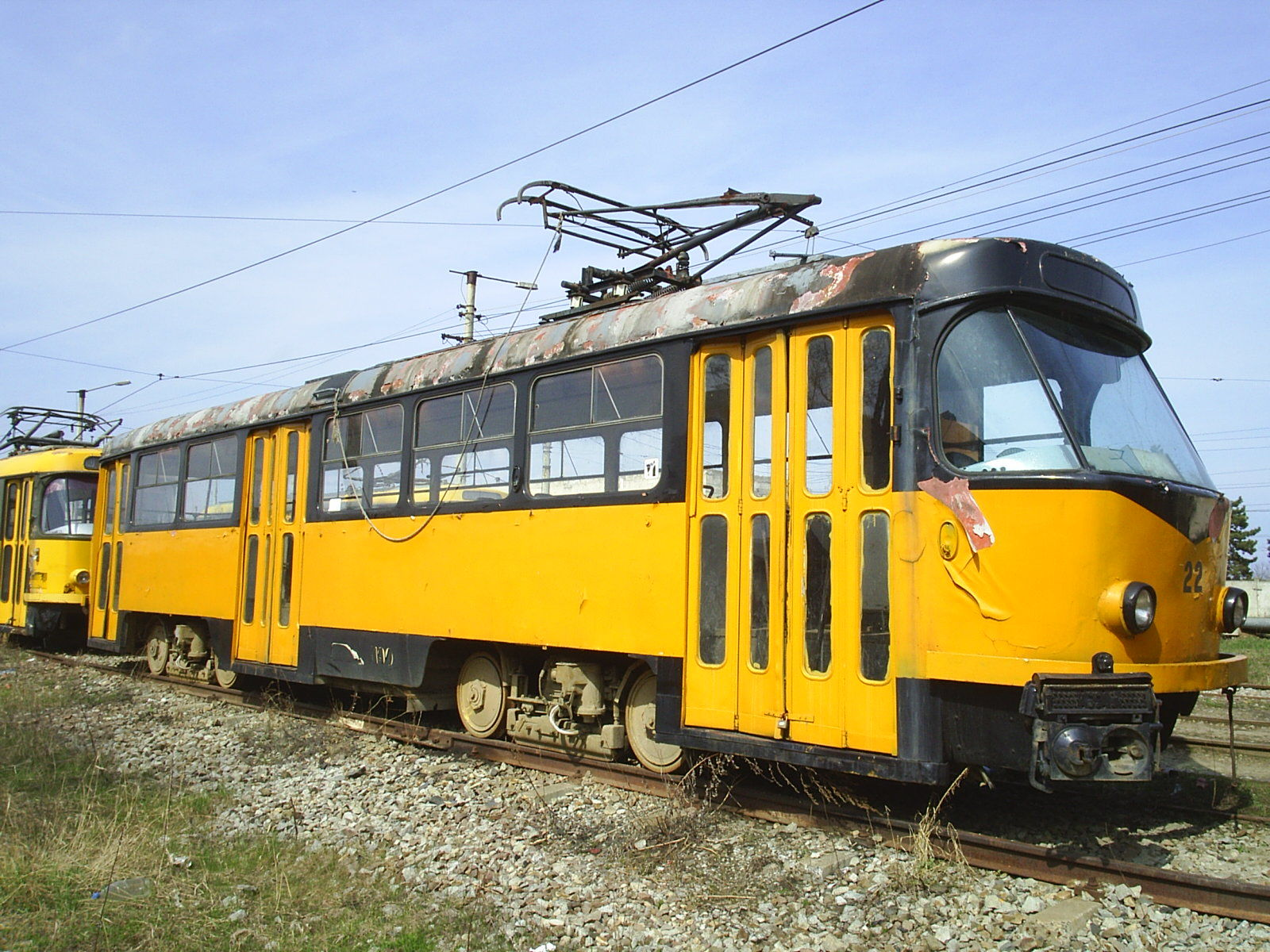
Tatra T4D, ursprünglich aus Magdeburg, befand sich im Jahr 2006 im Depot. Er wurde inzwischen verschrottet.

Die ersten Straßenbahntriebwagen wurden 1990 ausgeliefert. Es handelte sich um Wagen des Typs V3A aus rumänischer Produktion, mit den Wagennummern 1 bis 10. Vor Eröffnung der zweiten Linie kamen noch sechs weitere V3A von der Straßenbahn Cluj-Napoca hinzu, die die Nummern 11 bis 16 erhielten.
In den Jahren 2001 und 2002 wurden die rumänischen Wagen durch Gebrauchtfahrzeuge des Typs Tatra T4D aus Dresden ersetzt. Bei zwei dieser Wagen handelte es sich um Zweirichtungsfahrzeuge, die aber inzwischen beide verschrottet sind. Außerdem kamen auch Tatra T4D aus Magdeburg nach Botoșani, die aber bis dato auch verschrottet sind. Im Jahr 2009 wurde die Beschaffung von 15 weiteren gebrauchten Straßenbahnen aus Deutschland zum Preis von 350 000 Euro geplant. Im April 2011 erfolgte dann die Lieferung von elf Bahnen des Typs Tatra T4D-MT aus Dresden.